# أوبرمن
أوبرمن (بالإنجليزية: Julian Joël Obermann)‏ Julian Joël Obermann (1888 – 1965 م) هو مستشرق ألماني يهودي.
من آثاره:
- «مشكلة الِعلّية عند العرب» سنة 1916 م.
- «النزعة الذاتية الفلسفية والدينية عند الغزالي» Der philosophische und religiose Subjektivismes Gazalis و قد صدر في سنة 1921 م.[2]